# EFAF Cup 2006
Der EFAF Cup 2006 war die fünfte Spielzeit des EFAF Cups. Es wurde eine Qualifikationsrunde mit fünf Vorrundengruppen gespielt, wobei sich jeweils der Gruppenerste, sowie die drei besten Gruppenzweiten für das Halbfinale qualifizierten.
Für Deutschland gingen  mit den Berlin Adler, den Marburg Mercenaries und den Stuttgart Scorpions die meisten Teams pro Nation an den Start. Sowohl Österreich, mit den Graz Giants und den Hohenems Blue Devils, als auch die Schweiz, mit den Winterthur Warriors und den Zürich Renegades, stellte jeweils zwei Teams in diesem Wettbewerb.
Gestartet wurde der EFAF Cup am 9. April mit dem Auswärtssieg der Stuttgart Scorpions bei den Hohenems Blue Devils (12:21) und endete in Graz mit dem Sieg der Graz Giants gegen Eidsvoll 1814’s (9:25) im Finalspiel am 8. Juli.

## Qualifikationsrunde

### Gruppe A
| Datum     | Kickoff | Heim                       | Ergebnis | Gast                       | Stadion                                      |
| --------- | ------- | -------------------------- | -------- | -------------------------- | -------------------------------------------- |
| 15. April | 15:00   | Bozen Giants               | 50:28    | Aix-en-Provence Argonautes | Europa Stadion, Bozen                        |
| 23. April | 15:00   | Marburg Mercenaries        | 42:26    | Bozen Giants               | Georg-Gaßmann-Stadion, Marburg               |
| 29. April | 18:00   | Aix-en-Provence Argonautes | 14:35    | Marburg Mercenaries        | Georges-Carcassonne Stadion, Aix-en-Provence |

|    | Verein                     | Sp | TD    | Diff. | Punkte |
| -- | -------------------------- | -- | ----- | ----- | ------ |
| 1. | Marburg Mercenaries        | 2  | 77:40 | +37   | 4:0    |
| 2. | Bozen Giants               | 2  | 76:70 | 0+6   | 2:2    |
| 3. | Aix-en-Provence Argonautes | 2  | 42:85 | −43   | 0:4    |

### Gruppe B
| Datum     | Kickoff | Heim            | Ergebnis | Gast            | Stadion                   |
| --------- | ------- | --------------- | -------- | --------------- | ------------------------- |
| 23. April | 12:00   | Farnham Knights | 60:20    | Oslo Trolls     | Aldershot Park, Aldershot |
| 29. April | 14:00   | Oslo Trolls     | 0:79     | Eidsvoll 1814’s | Jordal Stadion, Oslo      |
| 7. Mai    | 11:00   | Eidsvoll 1814’s | 19:7     | Farnham Knights | Jordal Stadion, Oslo      |

|    | Verein          | Sp | TD     | Diff. | Punkte |
| -- | --------------- | -- | ------ | ----- | ------ |
| 1. | Eidsvoll 1814’s | 2  | 98:7   | +91   | 4:0    |
| 2. | Farnham Knights | 2  | 67:39  | +28   | 2:2    |
| 3. | Oslo Trolls     | 2  | 20:139 | −119  | 0:4    |

### Gruppe C
| Datum     | Kickoff | Heim                 | Ergebnis | Gast                 | Stadion                                |
| --------- | ------- | -------------------- | -------- | -------------------- | -------------------------------------- |
| 9. April  | 15:00   | Hohenems Blue Devils | 12:21    | Stuttgart Scorpions  | Herrenriedstadion, Hohenems            |
| 22. April | 17:00   | Winterthur Warriors  | 7:35     | Hohenems Blue Devils | Sportplatz Deutweg, Winterthur         |
| 6. Mai    | 18:00   | Stuttgart Scorpions  | 69:7     | Winterthur Warriors  | Gazi-Stadion auf der Waldau, Stuttgart |

|    | Verein               | Sp | Punkte | TD  | Diff. |
| -- | -------------------- | -- | ------ | --- | ----- |
| 1. | Stuttgart Scorpions  | 2  | 90:19  | +71 | 4:0   |
| 2. | Hohenems Blue Devils | 2  | 47:28  | +19 | 2:2   |
| 3. | Winterthur Warriors  | 2  | 14:104 | −90 | 0:4   |

### Gruppe D
| Datum     | Kickoff | Heim                | Ergebnis | Gast                | Stadion                            |
| --------- | ------- | ------------------- | -------- | ------------------- | ---------------------------------- |
| 16. April | 14:00   | Elancourt Templiers | 23:0     | Amsterdam Crusaders | Complexe Sportif Europe, Elancourt |
| 29. April | 19:00   | Zürich Renegades    | 42:13    | Elancourt Templiers | Stadion Buchholz Uster, Zürich     |
| 7. Mai    | 18:00   | Amsterdam Crusaders | 13:38    | Zürich Renegades    | Sportpark Sloten, Amsterdam        |

|    | Verein              | Sp | TD    | Diff. | Punkte |
| -- | ------------------- | -- | ----- | ----- | ------ |
| 1. | Zürich Renegades    | 2  | 80:26 | +54   | 4:0    |
| 2. | Elancourt Templiers | 2  | 36:42 | −6    | 2:2    |
| 3. | Amsterdam Crusaders | 2  | 13:61 | −58   | 0:4    |

### Gruppe E
| Datum     | Kickoff | Heim         | Ergebnis | Gast         | Stadion                                 |
| --------- | ------- | ------------ | -------- | ------------ | --------------------------------------- |
| 15. April | 18:00   | Berlin Adler | 14:9     | Prag Lions   | Friedrich-Ludwig-Jahn-Sportpark, Berlin |
| 22. April | 14:00   | Prag Lions   | 10:31    | Graz Giants  | Stadion der Karls-Universität, Prag     |
| 30. April | 14:00   | Graz Giants  | 28:16    | Berlin Adler | ASKÖ-Stadion Graz-Eggenberg, Graz       |

|    | Verein       | Sp | TD    | Diff. | Punkte |
| -- | ------------ | -- | ----- | ----- | ------ |
| 1. | Graz Giants  | 2  | 59:26 | +33   | 4:0    |
| 2. | Berlin Adler | 2  | 30:37 | −7    | 2:2    |
| 3. | Prag Lions   | 2  | 19:45 | −26   | 0:4    |

## Play-offs
| Viertelfinale          | Viertelfinale        | Viertelfinale        |            |                     | Halbfinale | Halbfinale | Halbfinale |  |  | EFAF-Cup-Finale | EFAF-Cup-Finale | EFAF-Cup-Finale |
|                        |                      |                      |            |                     |            |            |            |  |  |                 |                 |                 |
| Norwegen               | Eidsvoll 1814’s      | 41                   |            |                     |            |            |            |  |  |                 |                 |                 |
| Italien                | Bozen Giants         | 20                   |            |                     |            |            |            |  |  |                 |                 |                 |
| Italien                | Bozen Giants         | 20                   | Norwegen   | Eidsvoll 1814’s     | 35         |            |            |  |  |                 |                 |                 |
|                        |                      |                      | Norwegen   | Eidsvoll 1814’s     | 35         |            |            |  |  |                 |                 |                 |
|                        | Osterreich           | Hohenems Blue Devils | 6          |                     |            |            |            |  |  |                 |                 |                 |
| Deutschland            | Osterreich           | Hohenems Blue Devils | 6          | Stuttgart Scorpions | 12         |            |            |  |  |                 |                 |                 |
| Deutschland            |                      |                      |            | Stuttgart Scorpions | 12         |            |            |  |  |                 |                 |                 |
| Osterreich             | Hohenems Blue Devils | 20                   |            |                     |            |            |            |  |  |                 |                 |                 |
| Osterreich             | Hohenems Blue Devils | 20                   | Osterreich | Graz Giants         | 37         |            |            |  |  |                 |                 |                 |
|                        |                      |                      |            | Graz Giants         | 37         |            |            |  |  |                 |                 |                 |
|                        | Norwegen             | Eidsvoll 1814’s      | 20         |                     |            |            |            |  |  |                 |                 |                 |
| Schweiz                | Norwegen             | Eidsvoll 1814’s      | 20         | Zürich Renegades    | 41         |            |            |  |  |                 |                 |                 |
| Schweiz                |                      |                      |            | Zürich Renegades    | 41         |            |            |  |  |                 |                 |                 |
| Vereinigtes Konigreich | Farnham Knights      | 8                    |            |                     |            |            |            |  |  |                 |                 |                 |
| Vereinigtes Konigreich | Farnham Knights      | 8                    | Schweiz    | Zürich Renegades    | 9          |            |            |  |  |                 |                 |                 |
|                        |                      |                      | Schweiz    | Zürich Renegades    | 9          |            |            |  |  |                 |                 |                 |
|                        | Osterreich           | Graz Giants          | 25         |                     |            |            |            |  |  |                 |                 |                 |
| Deutschland            | Osterreich           | Graz Giants          | 25         | Marburg Mercenaries | 28         |            |            |  |  |                 |                 |                 |
| Deutschland            |                      |                      |            | Marburg Mercenaries | 28         |            |            |  |  |                 |                 |                 |
| Osterreich             | Graz Giants          | 31                   |            |                     |            |            |            |  |  |                 |                 |                 |

1. 1 2 3  
Beste Gruppenzweite.

### Finale
|                                     |                                  |  |                   |                           |                 |  |                               |
|                                     | Eggenberg 8. Juli 2006 15:00 Uhr |  | Turek Graz Giants | \| \| 37 : 20 \| \| \| \| | Eidsvoll 1814’s |  | ASKÖ-Stadion Zuschauer: 2.600 |
| (6:6, 9:0, 7:0, 15:14) Spielbericht | Eggenberg 8. Juli 2006 15:00 Uhr |  | Turek Graz Giants |                           | Eidsvoll 1814’s |  | ASKÖ-Stadion Zuschauer: 2.600 |
|                                     | 37 : 20                          |  |                   |                           |                 |  |                               |
|                                     |                                  |  |                   |                           |                 |  |                               |